# گوردن کی
گوردن کی (انگلیسی: Gorden Kaye؛ ۷ آوریل ۱۹۴۱ – ۲۳ ژانویهٔ ۲۰۱۷) هنرپیشه و خواننده اهل بریتانیا بود. از فیلم‌هایی که وی در آن نقش داشته‌است، می‌توان به برزیل اشاره کرد.